# Chung kết Cúp Vàng CONCACAF 1991
Chung kết Cúp Vàng CONCACAF 1991 là trận đấu bóng đá diễn ra vào ngày 7 tháng 7 năm 1991 tại Memorial Coliseum, Los Angeles, để tìm ra nhà vô địch của Cúp Vàng CONCACAF 1991. Hoa Kỳ giành chiến thắng trước Honduras 4–3 ở loạt sút luân lưu sau khi tỉ số hòa 0–0 sau hiệp phụ. Đây là lần đầu tiên Hoa Kỳ vô địch giải đấu. Đây là trận chung kết Cúp Vàng CONCACAF đầu tiên đi đến loạt sút luân lưu. Sau khi vô địch, Hoa Kỳ là đại diện CONCACAF tham dự Cúp Nhà vua Fahd 1992 diễn ra tại Ả Rập Xê Út.

## Chi tiết trận đấu
| Honduras                                                                   | 0–0      | Hoa Kỳ                                                                |
| -------------------------------------------------------------------------- | -------- | --------------------------------------------------------------------- |
|                                                                            | Chi tiết |                                                                       |
| Loạt sút luân lưu                                                          |          |                                                                       |
| Castro · Anariba · Yearwood · Flores · Zapata · Cálix · Vallejo · Espiñoza | 3–4      | Balboa · Vermes · Pérez · Caligiuri · Eck · Quinn · Kinnear · Clavijo |